# 队伍 (角色扮演游戏)

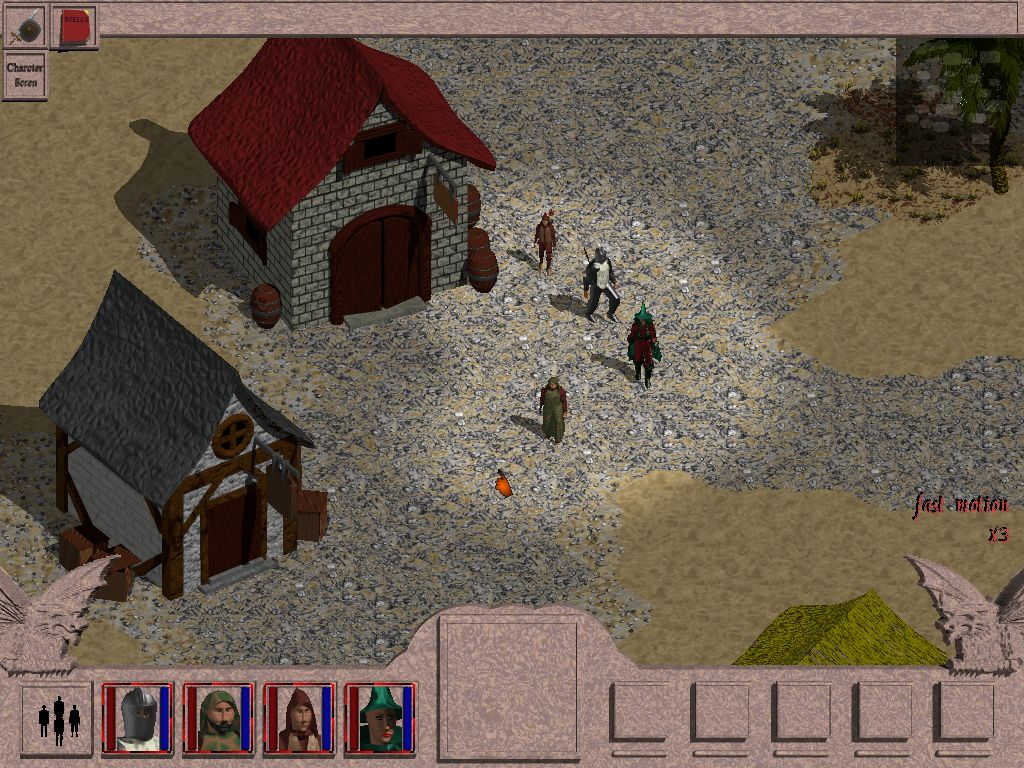
《巨魔与宝藏的故事》（Tales of Trolls & Treasures）中的冒险者队伍

队伍（英語：party）是角色扮演游戏中一同冒险的角色组合。在桌面角色扮演游戏中，队伍由一组玩家角色组成，偶尔会加入由这些玩家或遊戲主持者控制的非玩家角色盟友。电子角色扮演游戏的队伍同样通常包括玩家控制的角色，只是非玩家盟友在很大程度上由计算机人工智能控制。在单人电子游戏中，玩家通常以不同程度控制所有队伍成员 。

## 游戏中的队伍角色
资源管理是角色扮演游戏的重要组成部分，无论玩家控制的角色能否参与战斗，只要角色能承载重型或大量物品，则总是有用的。玩家为达到此目的而使用的替代角色在英文中常被称为“骡子”（mule）。但通常情况下，玩家更为重视队伍成员的战术或故事潜力，尤其是在桌面和单人游戏中。